# Pleopeltis bombycina
Pleopeltis bombycina là một loài thực vật có mạch trong họ Polypodiaceae. Loài này được (Maxon) A.R. Sm. mô tả khoa học đầu tiên năm 2005.